# Comité Nacional Olímpico y Deportivo Centroafricano
El Comité Nacional Olímpico y Deportivo Centroafricano es la institución encargada de regir la participación de la República Centroafricana en los Juegos Olímpicos y las distintas competiciones dentro y fuera del continente africano. Es miembro de la Asociación de Comités Olímpicos Nacionales de África.

## Historia
El comité fue creado en 1961 y reconocido como un comité olímpico en 1965.

## Participación en los JJ. OO.
La República Centroafricana participó en los siguientes Juegos Olímpicos:
- México 1968
- Los Ángeles 1984
- Seúl 1988
- Atlanta 1996
- Atenas 2004
- Pekín 2008
- Londres 2012